# Now & Forever
Now & Forever (englisch für „Jetzt & für immer“) ist das neunte Studioalbum der britischen Sängerin Kim Wilde. Es wurde am 30. Oktober 1995 bei MCA Records veröffentlicht.

## Entstehung und Inhalt
Auf diesem Album arbeitete Wilde außer mit ihrem jüngeren Bruder Ricky Wilde auch bei vier Songs mit den Produzenten C.J. Mackintosh und bei sieben weiteren mit dem Team Serious Rope zusammen. Stilistisch neigt sich das Album dem Dancepop und dem Contemporary R&B zu und weist auch Einflüsse zeitgenössischer House-Musik auf. Das Album war das Letzte, bevor im Jahr 2006 erstmals wieder mit Never Say Never ein neues Studioalbum von Wilde erschien. Das Frontcover zeigt Wilde vor einem weißen Hintergrund in einem bauchfreien Top mit kürzeren Haaren.

## Titelliste
1. Breakin’ Away
2. High on You
3. This I Swear
4. C’mon Love Me
5. True to You
6. Hypnotise
7. Heaven
8. Sweet Inspiration
9. Where Do You Go from Here
10. Hold On
11. You’re All I Wanna Do
12. Life & Soul
13. Now & Forever
14. Back to Heaven
15. Staying with My Baby (Japan-Bonustitel)

## Rezeption
Now & Forever erreichte in der Schweizer Hitparade Rang 37 und platzierte sich zwei Wochen in den Charts. Es ist der neunte Album-Charterfolg für Wilde in der Schweiz. Im Gegensatz zu den vorherigen Alben verfehlte Now & Forever weitere Charterfolge außerhalb der Schweiz. Bei der Wiederveröffentlichung des Albums im Oktober 2024, erreichte es in Schottland Platz 89.